# 당사자소송
당사자소송(當事者訴訟)은 행정청의 처분등을 원인으로 하는 법률관계에 관한 소송 그 밖에 공법상의 법률관계에 관한 소송으로써 그 법률관계의 한쪽 당사자를 피고로 하는 소송이다.

## 비교

### 항고소송과 비교
항고소송은 공행정주체가 우월한 지위에서 갖는 공권력의 행사 또는 불행사와 관련된 분쟁의 해결을 위한 절차인 데 반해, 당사자소송은 그러한 공권력행사 또는 불행사의 결과로서 생긴 법률관계에 관한 소송이다.

## 판례
- 행정주체인 재건축조합을 상대로 관리처분계획안에 대한 조합총회결의의 효력 등을 다투는 소송은 당사자소송이다[2]
- 서울특별시립무용단 단원의 위촉은 공법상의 계약이므로 그 단원의 해촉에 대하여는 공법상의 당사자소송을 청구할 수 있다[3]
- 전문직공무원인 공중보건의사의 채용계약 해지의 의사표시는 일반공무원에 대한 징계처분과는 달라서 항고소송의 대상이 되는 처분 등의 성격을 가진 것으로 인정되지 아니하고, 일정한 사유가 있을 때에 관할 도지사가 채용계약 관계의 한쪽 당사자로서 대등한 지위에서 행하는 의사표시로 취급하고 있는 것으로 이해되므로, 공중보건의사 채용계약 해지의 의사표시에 대하여는 대등한 당사자간의 소송형식인 공법상의 당사자소송으로 그 의사표시의 무효확인을 청구할 수 있는 것이지, 이를 항고소송의 대상이 되는 행정처분이라는 전제하에서 그 취소를 구하는 항고소송을 제기할 수는 없다[4].
- 하천법 부칙(1984. 12. 31.) 제2조 제1항 및 ‘법률 제3782호 하천법 중 개정법률 부칙 제2조의 규정에 의한 보상청구권의 소멸시효가 만료된 하천구역 편입토지 보상에 관한 특별조치법’ 제2조 제1항의 규정에 의한 손실보상금의 지급을 구하거나 손실보상청구권의 확인을 구하는 소송의 형태는 행정소송법 제3조 제2호의 당사자소송이다[5]
- 광주민주화운동관련자보상에관한법률에 의거한 손실보상청구권에 관한 분쟁은 당사자소송에 의해야 한다[6].
- 납세의무부존재확인의 소는 공법상의 법률관계 그 자체를 다투는 소송으로 당사자소송에 의한다[7]
- 하천구역 편입토지에 대한 손실보상청구권은 당사자 소송에 의한다[8]
- 부가가치세 환급세액 지급청구권은 민사소송 절차가 아닌 행정소송법상 당사자소송 절차에 따라야 한다[9]

## 참고 문헌
- 권혁 변호사의 행정법 판례 강의<30> 사업 시행자의 환매 보상금 증액 청구 공법상 당사자 소송… 공권으로 판단 서울신문 2013-05-30

## 같이 보기
- 항고소송
- 객관적 소송